# Пукень (Димбовіца)
Пукень, Пукені (рум. Pucheni) — село у повіті Димбовіца в Румунії. Адміністративний центр комуни Пукень.
Село розташоване на відстані 105 км на північний захід від Бухареста, 32 км на північний захід від Тирговіште, 58 км на південний захід від Брашова.

## Населення
За даними перепису населення 2002 року у селі проживали 1570 осіб, усі — румуни. Усі жителі села рідною мовою назвали румунську.